# Bahrain Victorious w sezonie 2022
Bahrain Victorious w sezonie 2022 – podsumowanie występów zawodowej grupy kolarskiej Bahrain Victorious w sezonie 2022, w którym należała ona do dywizji UCI WorldTeams.

## Transfery
Opracowano na podstawie:
| Przybyli              | Przybyli                | Odeszli        | Odeszli               |
| Kolarz                | Poprzednia grupa (2021) | Kolarz         | Nowa grupa (2022)     |
| --------------------- | ----------------------- | -------------- | --------------------- |
| Luis León Sánchez     | Astana-Premier Tech     | Eros Capecchi  | –                     |
| Jasha Sütterlin       | Team DSM                | Marcel Sieberg | –                     |
| Kamil Gradek          | Vini Zabù               | Rafael Valls   | –                     |
| Filip Maciejuk        | Leopard Pro Cycling     | Marco Haller   | Bora-Hansgrohe        |
| Alejandro Osorio      | Caja Rural-Seguros RGA  | Mark Padun     | EF Education-EasyPost |
| Johan Price-Pejtersen | Uno-X Pro Cycling Team  | Scott Davies   | –                     |
| Edoardo Zambanini     | Zalf Euromobil Fior     | Kevin Inkelaar | Leopard Pro Cycling   |

## Skład
Opracowano na podstawie:
| Skład drużyny 2022                       | Skład drużyny 2022   | Skład drużyny 2022 | Skład drużyny 2022             |
| Imię i nazwisko                          | Data urodzenia       | Państwo            | Poprzednia grupa               |
| ---------------------------------------- | -------------------- | ------------------ | ------------------------------ |
| Yukiya Arashiro                          | 22 września 1984     | Japonia            | Lampre-Merida (2016)           |
| Phil Bauhaus                             | 8 lipca 1994         | Niemcy             | Team Sunweb (2018)             |
| Pello Bilbao                             | 25 lutego 1990       | Hiszpania          | Astana (2019)                  |
| Santiago Buitrago                        | 26 września 1999     | Kolumbia           | Team Cinelli (2019)            |
| Damiano Caruso                           | 12 października 1987 | Włochy             | BMC Racing Team (2018)         |
| Sonny Colbrelli                          | 17 maja 1990         | Włochy             | Bardiani CSF (2016)            |
| Feng Chun-kai                            | 2 listopada 1988     | Chińskie Tajpej    | Lampre-Merida (2016)           |
| Kamil Gradek                             | 17 września 1990     | Polska             | Vini Zabù (2021)               |
| Jack Haig                                | 6 września 1993      | Australia          | Mitchelton-Scott (2020)        |
| Heinrich Haussler                        | 25 lutego 1984       | Australia          | IAM Cycling (2016)             |
| Mikel Landa                              | 13 grudnia 1989      | Hiszpania          | Movistar Team (2019)           |
| Filip Maciejuk                           | 3 września 1999      | Polska             | Leopard Pro Cycling (2021)     |
| Ahmed Madan                              | 25 sierpnia 2000     | Bahrajn            | Bahrain Cycling Academy (2020) |
| Gino Mäder                               | 4 stycznia 1997      | Szwajcaria         | NTT Pro Cycling (2020)         |
| Jonathan Milan                           | 1 października 2000  | Włochy             | Cycling Team Friuli ASD (2020) |
| Matej Mohorič                            | 19 października 1994 | Słowenia           | UAE Team Emirates (2017)       |
| Domen Novak                              | 12 lipca 1995        | Słowenia           | Adria Mobil (2016)             |
| Alejandro Osorio (1 sty–31 mar)          | 28 maja 1998         | Kolumbia           | Caja Rural-Seguros RGA (2021)  |
| Hermann Pernsteiner                      | 7 sierpnia 1990      | Austria            | Amplatz-BMC (2017)             |
| Wout Poels                               | 1 października 1987  | Holandia           | Team Ineos (2019)              |
| Johan Price-Pejtersen                    | 26 maja 1999         | Dania              | Uno-X Pro Cycling Team (2021)  |
| Luis León Sánchez                        | 24 listopada 1983    | Hiszpania          | Astana-Premier Tech (2021)     |
| Jasha Sütterlin                          | 4 listopada 1992     | Niemcy             | Team DSM (2021)                |
| Dylan Teuns (1 sty–4 sie, Przypis)       | 1 marca 1992         | Belgia             | BMC Racing Team (2018)         |
| Jan Tratnik                              | 23 lutego 1990       | Słowenia           | CCC Sprandi Polkowice (2018)   |
| Stephen Williams                         | 9 czerwca 1996       | Wielka Brytania    | SEG Racing Academy (2018)      |
| Fred Wright                              | 13 czerwca 1999      | Wielka Brytania    | 100% me (2018)                 |
| Edoardo Zambanini                        | 21 kwietnia 2001     | Włochy             | Zalf Euromobil Fior (2021)     |
| Matevž Govekar (1 cze–31 gru)            | 17 kwietnia 2000     | Słowenia           | Tirol KTM Cycling Team (2022)  |
| Fran Miholjević (1 sie–31 gru, stażysta) | 2 sierpnia 2002      | Chorwacja          | Cycling Team Friuli ASD (2022) |
|                                          |                      |                    |                                |
| Źródła: ProCyclingStats Cycling Archives |                      |                    |                                |

Przypis: Dylan Teuns, zmiana drużyny

## Zwycięstwa
Opracowano na podstawie:
| Zwycięstwa          | Zwycięstwa                                        | Zwycięstwa       | Zwycięstwa | Zwycięstwa        | Zwycięstwa |
| Data                | Wyścig                                            | Państwo          | Kategoria  | Zwycięzca         |            |
| ------------------- | ------------------------------------------------- | ---------------- | ---------- | ----------------- | ---------- |
| 2 lut               | AlUla Tour, 2. etap                               | Arabia Saudyjska | 2.1        | Santiago Buitrago |            |
| 11 lut              | Mistrzostwa Bahrajnu – start wspólny              | Bahrajn          | CN         | Ahmed Madan       |            |
| 18 lut              | Mistrzostwa Bahrajnu – jazda indywidualna na czas | Bahrajn          | CN         | Ahmed Madan       |            |
| 19 lut              | Vuelta a Andalucía, 4. etap                       | Hiszpania        | 2.Pro      | Wout Poels        |            |
| 20 lutego 2022      | Vuelta a Andalucía, klasyfikacja generalna        | Hiszpania        | 2.Pro      | Wout Poels        |            |
| 13 mar              | Tirreno-Adriático, 7. etap                        | Włochy           | 2.UWT      | Phil Bauhaus      |            |
| 19 mar              | Mediolan-San Remo                                 | Włochy           | 1.UWT      | Matej Mohorič     |            |
| 26 mar              | Mistrzostwa Azji U23 – jazda indywidualna na czas | Uzbekistan       | CC         | Ahmed Madan       |            |
| 6 kwi               | Vuelta al País Vasco, 3. etap                     | Hiszpania        | 2.UWT      | Pello Bilbao      |            |
| 19 kwi              | Tour of the Alps, 2. etap                         | Włochy           | 2.Pro      | Pello Bilbao      |            |
| 20 kwi              | La Flèche Wallonne                                | Belgia           | 1.UWT      | Dylan Teuns       |            |
| 27 kwi              | Tour de Romandie, 1. etap                         | Szwajcaria       | 2.UWT      | Dylan Teuns       |            |
| 25 maj              | Giro d'Italia, 17. etap                           | Włochy           | 2.UWT      | Santiago Buitrago |            |
| 12 cze              | Tour de Suisse, 1. etap                           | Szwajcaria       | 2.UWT      | Stephen Williams  |            |
| 23 cze              | Mistrzostwa Słowenii – jazda indywidualna na czas | Słowenia         | CN         | Jan Tratnik       |            |
| 26 cze              | Mistrzostwa Japonii – start wspólny               | Japonia          | CN         | Yukiya Arashiro   |            |
| 2 sie               | Vuelta a Burgos, 1. etap                          | Hiszpania        | 2.Pro      | Santiago Buitrago |            |
| 3 sie               | Tour de Pologne, 5. etap                          | Polska           | 2.UWT      | Phil Bauhaus      |            |
| 5 sie               | Vuelta a Burgos, 4. etap                          | Hiszpania        | 2.Pro      | Matevž Govekar    |            |
| 27 wrz              | Tour of Croatia, 1. etap                          | Chorwacja        | 2.1        | Jonathan Milan    |            |
| 28 wrz              | Tour of Croatia, 2. etap                          | Chorwacja        | 2.1        | Jonathan Milan    |            |
| 2 października 2022 | Tour of Croatia, klasyfikacja generalna           | Chorwacja        | 2.1        | Matej Mohorič     |            |

## Ranking UCI
| Ranking UCI | Ranking UCI           | Ranking UCI     | Ranking UCI |
| Kolarz      | Kolarz                | Państwo         | Punkty      |
| ----------- | --------------------- | --------------- | ----------- |
| 17.         | Pello Bilbao          | Hiszpania       | 1856 pkt    |
| 28.         | Matej Mohorič         | Słowenia        | 1494 pkt    |
| 30.         | Mikel Landa           | Hiszpania       | 1350 pkt    |
| 70.         | Damiano Caruso        | Włochy          | 834 pkt     |
| 123.        | Jack Haig             | Australia       | 558 pkt     |
| 129.        | Phil Bauhaus          | Niemcy          | 538 pkt     |
| 138.        | Gino Mäder            | Szwajcaria      | 516 pkt     |
| 145.        | Jan Tratnik           | Słowenia        | 495 pkt     |
| 150.        | Santiago Buitrago     | Kolumbia        | 482 pkt     |
| 185.        | Fred Wright           | Wielka Brytania | 410 pkt     |
| 249.        | Wout Poels            | Holandia        | 306 pkt     |
| 262.        | Luis León Sánchez     | Hiszpania       | 288 pkt     |
| 280.        | Sonny Colbrelli       | Włochy          | 270 pkt     |
| 293.        | Hermann Pernsteiner   | Austria         | 245 pkt     |
| 303.        | Domen Novak           | Słowenia        | 238 pkt     |
| 313.        | Matevž Govekar        | Słowenia        | 229 pkt     |
| 323.        | Edoardo Zambanini     | Włochy          | 221 pkt     |
| 413.        | Yukiya Arashiro       | Japonia         | 165 pkt     |
| 538.        | Ahmed Madan           | Bahrajn         | 115 pkt     |
| 547.        | Stephen Williams      | Wielka Brytania | 113 pkt     |
| 614.        | Heinrich Haussler     | Australia       | 96 pkt      |
| 696.        | Jonathan Milan        | Włochy          | 81 pkt      |
| 1057.       | Jasha Sütterlin       | Niemcy          | 46 pkt      |
| 1139.       | Feng Chun-kai         | Chińskie Tajpej | 40 pkt      |
| 1254.       | Filip Maciejuk        | Polska          | 33 pkt      |
| 1307.       | Kamil Gradek          | Polska          | 30 pkt      |
| 2511.       | Johan Price-Pejtersen | Dania           | 3 pkt       |